# Forenede Sammenslutninger Hesselager-Oure-Gudme-Gudbjerg
FS HOGG er en forkortelse for Forenede sammenslutninger Hesselager.Oure.Gudme.Gudbjerg. Foreningen er beliggende på Østergade 52, 5874 Hesselager. Hogg blev grundlagt i 1977. Klubben har haft et hold placeret i Fyns serie 1 fra 1989-1992 og rykkede igen op i 2006.

## Ekstern kilde/henvisning
- FS. Hoggs officielle hjemmeside Arkiveret 16. juni 2008 hos  Wayback Machine
- S1 2007, pulje 1 Arkiveret 19. februar 2008 hos  Wayback Machine